# 15. februar
15. februar er dag 46 i året, i den gregorianske kalender. Der er 319 dage tilbage af året (320 i skudår).
Faustinus dag. Faustinus og hans bror Jovita blev kastet for de vilde dyr, som imidlertid angreb og dræbte soldaterne i stedet. Derfor måtte Faustinus pines med glødende jern og smeltet bly i halsen. Det skulle han være død af i Rom omkring år 120.

### Begivenheder
Født - Dødsfald
- 1898 - Det amerikanske panserskib Maine løber på en mine i Havanas havn. Dette fører til krig mellem USA og Spanien.
- 1906 - Det britiske politiske parti Labour etableres.
- 1912 - Selandia, verdens første oceangående motorskib, overdrages til ØK.
- 1922 - Danmarks hidtil største strejke begynder som følge af et spørgsmål om lønnens størrelse. Først den 8. april indgår parterne forlig.
- 1940 - Tyskland meddeler, at engelske handelsskibe vil blive betragtet som og behandlet som krigsskibe.
- 1942 - Singapore overgiver sig til de japanske styrker, 60.000 må i japansk fangenskab.
- 1946 - På University of Pennsylvania afsløres verdens første computer, ENIAC.
- 1959 - Den ekskluderede kommunist Aksel Larsen stifter det nye parti Socialistisk Folkeparti (SF) og vælges til formand.
- 1977 - Ved dagens folketingsvalg bliver Socialdemokratiet og Centrum-Demokraterne de store vindere. Dermed kan regeringen Anker Jørgensen (S) fortsætte.
- 1978 - Bokseren Muhammad Ali taber sensationelt sit verdensmesterskab i professionel sværvægt, da han taber til Leon Spinks, der blot bokser sin 8. professionelle kamp.
- 1989 - Den sidste sovjetiske soldat forlader Afghanistan efter at Sovjetunionen havde holdt landet besat i 9 år. Kort efter tilbagetrækningen bryder en voldsom borgerkrig løs mellem de forskellige modstandsgrupper i Afghanistan.
- 1992 - Folketinget vedtager at sende 1.000 danske soldater til FN's fredsbevarende styrker i Kroatien.
- 1998 - For første gang nogensinde vinder Danmark en medalje ved et vinter-OL, da det danske kvinde-curlinglandshold vinder sølv under Vinter-OL 1998 i Nagano i Japan. Skipper Helena Blach Lavrsen og hendes hold tabte i finalen med 7-5 til Canada.
- 1999 - Den kurdiske oprørsleder Abdullah Öcalan bliver taget til fange i Kenya af den tyrkiske efterretningstjeneste.
- 2003 - Den største fredsdemonstration i verdenshistorien finder sted, da et sted mellem 8 og 30 millioner mennesker protesterer mod krigen i Irak.
- 2005 - YouTube etableres som et websted til deling af videoklip.
- 2013 - Jorden i absolut nærkontakt med to mindre asteroider med kun 16 timers mellemrum; meteorregn i Tjeljabinsk og 2012 DA14.

### Født
- 1564 - Galileo Galilei, italiensk fysiker og astronom (død 1642).
- 1571 - Michael Praetorius, tysk komponist (død 1621).
- 1710 - Ludvig 15., fransk konge (død 1774).
- 1764 - Jens Baggesen, dansk digter (død 1826).
- 1820 - Susan B. Anthony, amerikansk kvindesagspionér (død 1906).
- 1861 - Alfred North Whitehead, engelsk matematiker og filosof (død 1947).
- 1874 - Ernest Shackleton, irsk, arktisk opdagelsesrejsende (død 1922).
- 1881 - Holger Tornøe, dansk arkitekt og stifter af FDF (død 1967).
- 1882 - Sigurd Jacobsen, dansk overretssagfører, der bragte wienerbørnene til Danmark. (død 1948)
- 1887 - Henry Bateman, australskfødt engelsk tegner (død 1970).
- 1909 - Miep Gies, hollandsk frihedskæmper (død 2010).
- 1910 - Mogens Boisen, dansk officer og oversætter (død 1987).
- 1914 - Kevin McCarthy, amerikansk skuespiller (død 2010).
- 1916 - Erik Thommesen, dansk skulptør og medlem af COBRA (død 2008).
- 1918 - Allan Arbus, amerikansk skuespiller (død 2013).
- 1922 - Herman Kahn, amerikansk fysiker og militæranalytiker (død 1983).
- 1922 - Poul Thomsen, dansk skuespiller (død 1988).
- 1929 - James R. Schlesinger, tidligere amerikansk forsvarsminister (død 2014).
- 1931 - Claire Bloom, engelsk skuespillerinde.
- 1934 - Niklaus Wirth, schweizisk datalog (død 2024).
- 1934 - Georg Ursin, dansk jurist og forfatter (død 2013).
- 1943 - Charlotte Strandgaard, dansk forfatter (død 2021).
- 1943 - Hugo Steinmetz, dansk jazzmusiker.
- 1946 - Birgit Lystager, dansk sangerinde.
- 1947 - Wenche Myhre, norsk sangerinde.
- 1947 - Carl-Erik Høy, dansk civilingeniør og biokemiker (død 2003).
- 1951 - Jane Seymour, engelsk skuespillerinde.
- 1952 - Jens Jørn Bertelsen, dansk fodboldspiller.
- 1954 - Matt Groening, amerikansk tegnefilmsskaber.
- 1969 - Anja Andersen, dansk håndboldspiller og -træner.
- 1972 - Peter Lundin, dansk-amerikansk morder.
- 1972 - Jaromír Jágr, tjekkisk ishockeyspiller.
- 1976 - Óscar Freire, spansk cykelrytter.
- 1985 - Rina Ronja Kari, dansk politiker.
- 1994 - Astrid Grarup Elbo, dansk balletdanserinde.

### Dødsfald
- 1621 - Michael Praetorius, tysk komponist (født 1571).
- 1637 - Ferdinand 2., tysk-romersk kejser (født 1578).
- 1781 - Gotthold Ephraim Lessing, tysk forfatter og filosof (født 1729).
- 1857 - Mikhail Glinka, russisk komponist (født 1804).
- 1864 - Adam Wilhelm Moltke, Danmarks første valgte konseilspræsident (født 1785).
- 1887 - Aleksandr Porfirjevitj Borodin, russisk komponist (født 1833).
- 1902 - Viggo Hørup, dansk journalist og politiker (født 1841).
- 1928 - H.H. Asquith, britisk premierminister og jarl (født 1852).
- 1963 - Else Jarlbak, dansk skuespiller (født 1911).
- 1965 - Nat ”King” Cole, amerikansk sanger (født 1919).
- 1988 - Richard Feynman, amerikansk fysiker (født 1918).
- 2001 - Lars Rolf, svensk kunstmaler, tegner, grafiker og billedhugger (født 1923).
- 2007 - Robert Adler, opfinderen af den trådløse fjernbetjening (født 1913).
- 2015 - Dan Uzan, dansk basketballspiller (født 1977).

|  | Denne datoartikel kan blive bedre, hvis der indsættes et (bedre) billede Du kan hjælpe ved at afsøge Wikimedia Commons for et passende billede eller uploade et godt billede til Wikimedia Commons iht. de tilladte licenser og indsætte det i artiklen. |